# World Endurance Championship 2012
FIA World Endurance Championship 2012 – inauguracyjny sezon FIA World Endurance Championship zorganizowany przez Fédération Internationale de l’Automobile (FIA) i Automobile Club de l’Ouest (ACO). Seria zastąpiła Intercontinental Le Mans Cup organizowany w latach 2010–2011 przez ACO. W sezonie rywalizowały prototypy Le Mans Prototype i auta GT podzielone na cztery kategorie.
Mistrzostwo świata kierowców zdobyli André Lotterer, Benoît Tréluyer i Marcel Fässler. Audi wywalczyło Mistrzostwo świata producentów. Puchar świata producentów zdobyło Ferrari. Trofea endurance dla najlepszych zespołów sezonu trafiły do Rebellion Racing (prywatne LMP1), Starworks Motorsport (LMP2), AF Corse (LMGTE Pro) oraz Larbre Compétition (LMGTE Am).

## Klasy
Prototypy
- Le Mans Prototype 1 (LMP1)
- Le Mans Prototype 2 (LMP2)

Samochody GT
- LMGTE Pro
- LMGTE Am

## Kalendarz
Pierwsza wersja kalendarza została zaprezentowana 12 listopada 2011 roku, zawierała ona osiem wyścigów w ośmiu krajach na czterech kontynentach. Druga wersja kalendarza, ogłoszona 7 grudnia, zamieniła kolejność wyścigów w Bahrajnie i Japonii. 2 lutego 2012 roku ogłoszono, że wyścig w Chinach odbędzie się 27 października na torze Shanghai International Circuit.
| Runda | Wyścig                      | Tor                            | Miejsce                      | Data            |
| ----- | --------------------------- | ------------------------------ | ---------------------------- | --------------- |
| 1     | 12 Hours of Sebring         | Sebring International Raceway  | Sebring, Stany Zjednoczone   | 17 marca        |
| 2     | 6 Hours of Spa-Francochamps | Circuit de Spa-Francorchamps   | Stavelot, Belgia             | 5 maja          |
| 3     | 24 Heures du Mans           | Circuit de la Sarthe           | Le Mans, Francja             | 16–17 czerwca   |
| 4     | 6 Hours of Silverstone      | Silverstone Circuit            | Silverstone, Wielka Brytania | 26 sierpnia     |
| 5     | 6 Hours of São Paulo        | Autódromo José Carlos Pace     | São Paulo, Brazylia          | 15 września     |
| 6     | 6 Hours of Bahrain          | Bahrain International Circuit  | As-Sachir, Bahrajn           | 29 września     |
| 7     | 6 Hours of Fuji             | Fuji Speedway                  | Oyama, Japonia               | 14 października |
| 8     | 6 Hours of Shanghai         | Shanghai International Circuit | Szanghaj, Chiny              | 28 października |

## Lista startowa
W sezonie rywalizowały cztery klasy: Le Mans Prototype 1 (LMP1), Le Mans Prototype 2 (LMP2), Le Mans Grand Touring Endurance Professional (LMGTE Pro) oraz Le Mans Grand Touring Endurance Amateur (LMGTE Am).
Lista startowa została zaprezentowana 2 lutego 2012 roku i zawierała łącznie 30 zgłoszonych załóg.

### LMP1
| Zespół                | Samochód                  | Silnik                                                                                              | Opony | Nr | Kierowcy                 | Rundy     |
| --------------------- | ------------------------- | --------------------------------------------------------------------------------------------------- | ----- | -- | ------------------------ | --------- |
| Audi Sport Team Joest | Audi R18 TDI              | Audi TDI 3.7 L Turbo V6 Diesel Audi TDI 3.7 L Turbo V6 Diesel Audi TDI 3.7 L Turbo V6 Hybrid Diesel | M     | 1  | André Lotterer           | Wszystkie |
| Audi Sport Team Joest | Audi R18 TDI              | Audi TDI 3.7 L Turbo V6 Diesel Audi TDI 3.7 L Turbo V6 Diesel Audi TDI 3.7 L Turbo V6 Hybrid Diesel | M     | 1  | Benoît Tréluyer          | Wszystkie |
| Audi Sport Team Joest | Audi R18 TDI              | Audi TDI 3.7 L Turbo V6 Diesel Audi TDI 3.7 L Turbo V6 Diesel Audi TDI 3.7 L Turbo V6 Hybrid Diesel | M     | 1  | Marcel Fässler           | Wszystkie |
| Audi Sport Team Joest | Audi R18 TDI              | Audi TDI 3.7 L Turbo V6 Diesel Audi TDI 3.7 L Turbo V6 Diesel Audi TDI 3.7 L Turbo V6 Hybrid Diesel | M     | 2  | Allan McNish             | Wszystkie |
| Audi Sport Team Joest | Audi R18 TDI              | Audi TDI 3.7 L Turbo V6 Diesel Audi TDI 3.7 L Turbo V6 Diesel Audi TDI 3.7 L Turbo V6 Hybrid Diesel | M     | 2  | Tom Kristensen           | Wszystkie |
| Audi Sport Team Joest | Audi R18 TDI              | Audi TDI 3.7 L Turbo V6 Diesel Audi TDI 3.7 L Turbo V6 Diesel Audi TDI 3.7 L Turbo V6 Hybrid Diesel | M     | 2  | Dindo Capello            | 1–3       |
| Audi Sport Team Joest | Audi R18 TDI              | Audi TDI 3.7 L Turbo V6 Diesel Audi TDI 3.7 L Turbo V6 Diesel Audi TDI 3.7 L Turbo V6 Hybrid Diesel | M     | 2  | Lucas Di Grassi          | 5         |
| Audi Sport Team Joest | Audi R18 TDI              | Audi TDI 3.7 L Turbo V6 Diesel Audi TDI 3.7 L Turbo V6 Diesel Audi TDI 3.7 L Turbo V6 Hybrid Diesel | M     | 3  | Timo Bernhard            | 1         |
| Audi Sport Team Joest | Audi R18 TDI              | Audi TDI 3.7 L Turbo V6 Diesel Audi TDI 3.7 L Turbo V6 Diesel Audi TDI 3.7 L Turbo V6 Hybrid Diesel | M     | 3  | Marc Gené                | 2–3       |
| Audi Sport Team Joest | Audi R18 TDI              | Audi TDI 3.7 L Turbo V6 Diesel Audi TDI 3.7 L Turbo V6 Diesel Audi TDI 3.7 L Turbo V6 Hybrid Diesel | M     | 3  | Romain Dumas             | 1–3       |
| Audi Sport Team Joest | Audi R18 TDI              | Audi TDI 3.7 L Turbo V6 Diesel Audi TDI 3.7 L Turbo V6 Diesel Audi TDI 3.7 L Turbo V6 Hybrid Diesel | M     | 3  | Loïc Duval               | 1–3       |
| Toyota Racing         | Toyota TS030 Hybrid       | Toyota 3.4 L V8 Hybrid                                                                              | M     | 7  | Nicolas Lapierre         | 3–8       |
| Toyota Racing         | Toyota TS030 Hybrid       | Toyota 3.4 L V8 Hybrid                                                                              | M     | 7  | Alexander Wurz           | 3–8       |
| Toyota Racing         | Toyota TS030 Hybrid       | Toyota 3.4 L V8 Hybrid                                                                              | M     | 7  | Kazuki Nakajima          | 3–4, 7    |
| Toyota Racing         | Toyota TS030 Hybrid       | Toyota 3.4 L V8 Hybrid                                                                              | M     | 8  | Anthony Davidson         | 3         |
| Toyota Racing         | Toyota TS030 Hybrid       | Toyota 3.4 L V8 Hybrid                                                                              | M     | 8  | Sébastien Buemi          | 3         |
| Toyota Racing         | Toyota TS030 Hybrid       | Toyota 3.4 L V8 Hybrid                                                                              | M     | 8  | Stéphane Sarrazin        | 3         |
| Rebellion Racing      | Lola B11/60 Lola B12/60   | Toyota RV8KLM 3.4 L V8 Toyota RV8KLM 3.4 L V8                                                       | M     | 12 | Neel Jani                | Wszystkie |
| Rebellion Racing      | Lola B11/60 Lola B12/60   | Toyota RV8KLM 3.4 L V8 Toyota RV8KLM 3.4 L V8                                                       | M     | 12 | Nicolas Prost            | Wszystkie |
| Rebellion Racing      | Lola B11/60 Lola B12/60   | Toyota RV8KLM 3.4 L V8 Toyota RV8KLM 3.4 L V8                                                       | M     | 12 | Nick Heidfeld            | 1–3       |
| Rebellion Racing      | Lola B11/60 Lola B12/60   | Toyota RV8KLM 3.4 L V8 Toyota RV8KLM 3.4 L V8                                                       | M     | 13 | Andrea Belicchi          | Wszystkie |
| Rebellion Racing      | Lola B11/60 Lola B12/60   | Toyota RV8KLM 3.4 L V8 Toyota RV8KLM 3.4 L V8                                                       | M     | 13 | Harold Primat            | Wszystkie |
| Rebellion Racing      | Lola B11/60 Lola B12/60   | Toyota RV8KLM 3.4 L V8 Toyota RV8KLM 3.4 L V8                                                       | M     | 13 | Jeroen Bleekemolen       | 1, 3      |
| Rebellion Racing      | Lola B11/60 Lola B12/60   | Toyota RV8KLM 3.4 L V8 Toyota RV8KLM 3.4 L V8                                                       | M     | 13 | Congfu Cheng             | 8         |
| OAK Racing            | OAK Pescarolo 01          | Judd DB 3.4 L V8 Honda LM-V8 3.4 L V8                                                               | D     | 15 | Dominik Kraihamer        | 1–3, 7–8  |
| OAK Racing            | OAK Pescarolo 01          | Judd DB 3.4 L V8 Honda LM-V8 3.4 L V8                                                               | D     | 15 | Bertrand Baguette        | 1–3, 7–8  |
| OAK Racing            | OAK Pescarolo 01          | Judd DB 3.4 L V8 Honda LM-V8 3.4 L V8                                                               | D     | 15 | Guillaume Moreau         | 1–2       |
| OAK Racing            | OAK Pescarolo 01          | Judd DB 3.4 L V8 Honda LM-V8 3.4 L V8                                                               | D     | 15 | Franck Montagny          | 3         |
| OAK Racing            | OAK Pescarolo 01          | Judd DB 3.4 L V8 Honda LM-V8 3.4 L V8                                                               | D     | 15 | Takuma Sato              | 7–8       |
| Pescarolo Team        | Pescarolo 01 Pescarolo 03 | Judd GV5 S2 5.0 L V10 Judd DB 3.4 L V8                                                              | M     | 16 | Jean-Christophe Boullion | 1, 3      |
| Pescarolo Team        | Pescarolo 01 Pescarolo 03 | Judd GV5 S2 5.0 L V10 Judd DB 3.4 L V8                                                              | M     | 16 | Emmanuel Collard         | 1, 3      |
| Pescarolo Team        | Pescarolo 01 Pescarolo 03 | Judd GV5 S2 5.0 L V10 Judd DB 3.4 L V8                                                              | M     | 16 | Julien Jousse            | 1         |
| Pescarolo Team        | Pescarolo 01 Pescarolo 03 | Judd GV5 S2 5.0 L V10 Judd DB 3.4 L V8                                                              | M     | 16 | Stuart Hall              | 3         |
| Pescarolo Team        | Dome S102.5               | Judd DB 3.4 L V8                                                                                    | M     | 17 | Sébastien Bourdais       | 2–3       |
| Pescarolo Team        | Dome S102.5               | Judd DB 3.4 L V8                                                                                    | M     | 17 | Nicolas Minassian        | 2–3       |
| Pescarolo Team        | Dome S102.5               | Judd DB 3.4 L V8                                                                                    | M     | 17 | Seiji Ara                | 3         |
| Strakka Racing        | HPD ARX-03a               | Honda LM-V8 3.4 L V8                                                                                | M     | 21 | Jonny Kane               | Wszystkie |
| Strakka Racing        | HPD ARX-03a               | Honda LM-V8 3.4 L V8                                                                                | M     | 21 | Nick Leventis            | Wszystkie |
| Strakka Racing        | HPD ARX-03a               | Honda LM-V8 3.4 L V8                                                                                | M     | 21 | Danny Watts              | Wszystkie |
| JRM                   | HPD ARX-03a               | Honda LM-V8 3.4 L V8                                                                                | M     | 22 | David Brabham            | Wszystkie |
| JRM                   | HPD ARX-03a               | Honda LM-V8 3.4 L V8                                                                                | M     | 22 | Karun Chandhok           | Wszystkie |
| JRM                   | HPD ARX-03a               | Honda LM-V8 3.4 L V8                                                                                | M     | 22 | Peter Dumbreck           | Wszystkie |
| Listy startowe        |                           | |       |    |                          |           |

| Legenda | Legenda |
| --- | ------- |
| Zgłoszenie na pełny sezon * Zdobywa punkty w dostępnych klasyfikacjach                                                                           |         |
| Zgłoszenie dodatkowe * Zdobywa punkty jedynie w klasyfikacji kierowców                                                                           |         |
| Trzecie zgłoszenie producenta * Zdobywa punkty w klasyfikacji kierowców * Punkty w klasyfikacji producentów LMP1 zdobywa jedynie podczas Le Mans |         |

### LMP2
| Zespół                  | Samochód    | Silnik                                  | Opony | Nr | Kierowcy                 | Rundy     |
| ----------------------- | ----------- | --------------------------------------- | ----- | -- | ------------------------ | --------- |
| Signatech-Nissan        | Oreca 03    | Nissan VK45DE 4.5 L V8                  | D     | 23 | Olivier Lombard          | Wszystkie |
| Signatech-Nissan        | Oreca 03    | Nissan VK45DE 4.5 L V8                  | D     | 23 | Franck Mailleux          | Wszystkie |
| Signatech-Nissan        | Oreca 03    | Nissan VK45DE 4.5 L V8                  | D     | 23 | Jordan Tresson           | Wszystkie |
| Signatech-Nissan        | Oreca 03    | Nissan VK45DE 4.5 L V8                  | D     | 26 | Pierre Ragues            | 2–8       |
| Signatech-Nissan        | Oreca 03    | Nissan VK45DE 4.5 L V8                  | D     | 26 | Nelson Panciatici        | 2–8       |
| Signatech-Nissan        | Oreca 03    | Nissan VK45DE 4.5 L V8                  | D     | 26 | Roman Rusinow            | 2–8       |
| OAK Racing              | Morgan LMP2 | Judd HK 3.6 L V8 Nissan VK45DE 4.5 L V8 | D     | 24 | Jacques Nicolet          | Wszystkie |
| OAK Racing              | Morgan LMP2 | Judd HK 3.6 L V8 Nissan VK45DE 4.5 L V8 | D     | 24 | Olivier Pla              | Wszystkie |
| OAK Racing              | Morgan LMP2 | Judd HK 3.6 L V8 Nissan VK45DE 4.5 L V8 | D     | 24 | Matthieu Lahaye          | Wszystkie |
| OAK Racing              | Morgan LMP2 | Judd HK 3.6 L V8 Nissan VK45DE 4.5 L V8 | D     | 35 | David Heinemeier Hansson | 2–4       |
| OAK Racing              | Morgan LMP2 | Judd HK 3.6 L V8 Nissan VK45DE 4.5 L V8 | D     | 35 | Bas Leinders             | 2–3       |
| OAK Racing              | Morgan LMP2 | Judd HK 3.6 L V8 Nissan VK45DE 4.5 L V8 | D     | 35 | Maxime Martin            | 3         |
| OAK Racing              | Morgan LMP2 | Judd HK 3.6 L V8 Nissan VK45DE 4.5 L V8 | D     | 35 | Bertrand Baguette        | 4–6       |
| OAK Racing              | Morgan LMP2 | Judd HK 3.6 L V8 Nissan VK45DE 4.5 L V8 | D     | 35 | Dominik Kraihamer        | 4–6       |
| OAK Racing              | Morgan LMP2 | Judd HK 3.6 L V8 Nissan VK45DE 4.5 L V8 | D     | 35 | Alex Brundle             | 5–6       |
| ADR-Delta               | Oreca 03    | Nissan VK45DE 4.5 L V8                  | D     | 25 | Tor Graves               | Wszystkie |
| ADR-Delta               | Oreca 03    | Nissan VK45DE 4.5 L V8                  | D     | 25 | John Martin              | Wszystkie |
| ADR-Delta               | Oreca 03    | Nissan VK45DE 4.5 L V8                  | D     | 25 | Robbie Kerr              | 1–2       |
| ADR-Delta               | Oreca 03    | Nissan VK45DE 4.5 L V8                  | D     | 25 | Jan Charouz              | 3–5       |
| ADR-Delta               | Oreca 03    | Nissan VK45DE 4.5 L V8                  | D     | 25 | Shinji Nakano            | 7         |
| ADR-Delta               | Oreca 03    | Nissan VK45DE 4.5 L V8                  | D     | 25 | Mathias Beche            | 8         |
| Gulf Racing Middle East | Lola B12/80 | Nissan VK45DE 4.5 L V8                  | D     | 28 | Fabien Giroix            | 1–3       |
| Gulf Racing Middle East | Lola B12/80 | Nissan VK45DE 4.5 L V8                  | D     | 28 | Maxime Jousse            | 1–2       |
| Gulf Racing Middle East | Lola B12/80 | Nissan VK45DE 4.5 L V8                  | D     | 28 | Stefan Johansson         | 1–3       |
| Gulf Racing Middle East | Lola B12/80 | Nissan VK45DE 4.5 L V8                  | D     | 28 | Ludovic Badey            | 3         |
| Gulf Racing Middle East | Lola B12/80 | Nissan VK45DE 4.5 L V8                  | D     | 29 | Frédéric Fatien          | 1–2       |
| Gulf Racing Middle East | Lola B12/80 | Nissan VK45DE 4.5 L V8                  | D     | 29 | Keiko Ihara              | Wszystkie |
| Gulf Racing Middle East | Lola B12/80 | Nissan VK45DE 4.5 L V8                  | D     | 29 | Jean-Denis Délétraz      | Wszystkie |
| Gulf Racing Middle East | Lola B12/80 | Nissan VK45DE 4.5 L V8                  | D     | 29 | Marc Rostan              | 3         |
| Gulf Racing Middle East | Lola B12/80 | Nissan VK45DE 4.5 L V8                  | D     | 29 | Fabien Giroix            | 4–8       |
| Lotus                   | Lola B12/80 | Lotus (Judd) 3.6 L V8                   | D     | 31 | Thomas Holzer            | Wszystkie |
| Lotus                   | Lola B12/80 | Lotus (Judd) 3.6 L V8                   | D     | 31 | Mirco Schultis           | 1–5, 7–8  |
| Lotus                   | Lola B12/80 | Lotus (Judd) 3.6 L V8                   | D     | 31 | Luca Moro                | 1, 3, 5–6 |
| Lotus                   | Lola B12/80 | Lotus (Judd) 3.6 L V8                   | D     | 31 | Renger van der Zande     | 2         |
| Lotus                   | Lola B12/80 | Lotus (Judd) 3.6 L V8                   | D     | 31 | Christijan Albers        | 4         |
| Lotus                   | Lola B12/80 | Lotus (Judd) 3.6 L V8                   | D     | 32 | Luca Moro                | 2         |
| Lotus                   | Lola B12/80 | Lotus (Judd) 3.6 L V8                   | D     | 32 | Kevin Weeda              | 2, 4–8    |
| Lotus                   | Lola B12/80 | Lotus (Judd) 3.6 L V8                   | D     | 32 | James Rossiter           | 2, 4–8    |
| Lotus                   | Lola B12/80 | Lotus (Judd) 3.6 L V8                   | D     | 32 | Vitantonio Liuzzi        | 4–7       |
| Lotus                   | Lola B12/80 | Lotus (Judd) 3.6 L V8                   | D     | 32 | Jan Charouz              | 8         |
| Greaves Motorsport      | Zytek Z11SN | Nissan VK45DE 4.5 L V8                  | D     | 41 | Elton Julian             | Wszystkie |
| Greaves Motorsport      | Zytek Z11SN | Nissan VK45DE 4.5 L V8                  | D     | 41 | Christian Zugel          | Wszystkie |
| Greaves Motorsport      | Zytek Z11SN | Nissan VK45DE 4.5 L V8                  | D     | 41 | Ricardo González         | 1–4, 6–8  |
| Greaves Motorsport      | Zytek Z11SN | Nissan VK45DE 4.5 L V8                  | D     | 41 | Roberto González         | 5         |
| Greaves Motorsport      | Zytek Z11SN | Nissan VK45DE 4.5 L V8                  | D     | 42 | Alex Brundle             | 3–4       |
| Greaves Motorsport      | Zytek Z11SN | Nissan VK45DE 4.5 L V8                  | D     | 42 | Martin Brundle           | 3–4       |
| Greaves Motorsport      | Zytek Z11SN | Nissan VK45DE 4.5 L V8                  | D     | 42 | Lucas Ordóñez            | 3–4       |
| Starworks Motorsport    | HPD ARX-03b | Honda HR28TT 2.8 L Turbo V6             | D     | 44 | Enzo Potolicchio         | Wszystkie |
| Starworks Motorsport    | HPD ARX-03b | Honda HR28TT 2.8 L Turbo V6             | D     | 44 | Ryan Dalziel             | 1–5, 7–8  |
| Starworks Motorsport    | HPD ARX-03b | Honda HR28TT 2.8 L Turbo V6             | D     | 44 | Stéphane Sarrazin        | 1–2, 4–8  |
| Starworks Motorsport    | HPD ARX-03b | Honda HR28TT 2.8 L Turbo V6             | D     | 44 | Tom Kimber-Smith         | 3, 6      |
| PeCom Racing            | Oreca 03    | Nissan VK45DE 4.5 L V8                  | D     | 49 | Pierre Kaffer            | Wszystkie |
| PeCom Racing            | Oreca 03    | Nissan VK45DE 4.5 L V8                  | D     | 49 | Luís Pérez Companc       | Wszystkie |
| PeCom Racing            | Oreca 03    | Nissan VK45DE 4.5 L V8                  | D     | 49 | Soheil Ayari             | 1–4       |
| PeCom Racing            | Oreca 03    | Nissan VK45DE 4.5 L V8                  | D     | 49 | Nicolas Minassian        | 5–8       |
| Listy startowe          |             |                                         |       |    |                          |           |

### LMGTE Pro
| Zespół                 | Samochód                 | Silnik                | Opony | Nr | Kierowcy             | Rundy     |
| ---------------------- | ------------------------ | --------------------- | ----- | -- | -------------------- | --------- |
| AF Corse               | Ferrari 458 Italia GT2   | Ferrari F142 4.5L V8  | M     | 51 | Giancarlo Fisichella | Wszystkie |
| AF Corse               | Ferrari 458 Italia GT2   | Ferrari F142 4.5L V8  | M     | 51 | Gianmaria Bruni      | 1–5, 7–8  |
| AF Corse               | Ferrari 458 Italia GT2   | Ferrari F142 4.5L V8  | M     | 51 | Toni Vilander        | 1, 3, 6   |
| AF Corse               | Ferrari 458 Italia GT2   | Ferrari F142 4.5L V8  | M     | 71 | Andrea Bertolini     | Wszystkie |
| AF Corse               | Ferrari 458 Italia GT2   | Ferrari F142 4.5L V8  | M     | 71 | Olivier Beretta      | Wszystkie |
| AF Corse               | Ferrari 458 Italia GT2   | Ferrari F142 4.5L V8  | M     | 71 | Marco Cioci          | 1, 3      |
| Luxury Racing          | Ferrari 458 Italia GT2   | Ferrari F142 4.5L V8  | M     | 59 | Frédéric Makowiecki  | 1–3       |
| Luxury Racing          | Ferrari 458 Italia GT2   | Ferrari F142 4.5L V8  | M     | 59 | Jaime Melo           | 1–3       |
| Luxury Racing          | Ferrari 458 Italia GT2   | Ferrari F142 4.5L V8  | M     | 59 | Jean-Karl Vernay     | 1         |
| Luxury Racing          | Ferrari 458 Italia GT2   | Ferrari F142 4.5L V8  | M     | 59 | Dominik Farnbacher   | 3         |
| Team Felbermayr-Proton | Porsche 911 RSR          | Porsche 4.0 L Flat-6  | M     | 77 | Marc Lieb            | Wszystkie |
| Team Felbermayr-Proton | Porsche 911 RSR          | Porsche 4.0 L Flat-6  | M     | 77 | Richard Lietz        | Wszystkie |
| Team Felbermayr-Proton | Porsche 911 RSR          | Porsche 4.0 L Flat-6  | M     | 77 | Patrick Pilet        | 1         |
| Team Felbermayr-Proton | Porsche 911 RSR          | Porsche 4.0 L Flat-6  | M     | 77 | Wolf Henzler         | 3         |
| Aston Martin Racing    | Aston Martin Vantage GTE | Aston Martin 4.5 L V8 | M     | 97 | Stefan Mücke         | Wszystkie |
| Aston Martin Racing    | Aston Martin Vantage GTE | Aston Martin 4.5 L V8 | M     | 97 | Darren Turner        | Wszystkie |
| Aston Martin Racing    | Aston Martin Vantage GTE | Aston Martin 4.5 L V8 | M     | 97 | Adrián Fernández     | 1–4       |
| Listy startowe         |                          |                       |       |    |                      |           |

### LMGTE Am
| Zespół                 | Samochód                | Silnik               | Opony | Nr | Kierowcy               | Rundy     |
| ---------------------- | ----------------------- | -------------------- | ----- | -- | ---------------------- | --------- |
| Larbre Compétition     | Chevrolet Corvette C6.R | Chevrolet 5.5 L V8   | M     | 50 | Patrick Bornhauser     | Wszystkie |
| Larbre Compétition     | Chevrolet Corvette C6.R | Chevrolet 5.5 L V8   | M     | 50 | Julien Canal           | Wszystkie |
| Larbre Compétition     | Chevrolet Corvette C6.R | Chevrolet 5.5 L V8   | M     | 50 | Pedro Lamy             | 1, 3, 7–8 |
| Larbre Compétition     | Chevrolet Corvette C6.R | Chevrolet 5.5 L V8   | M     | 50 | Fernando Rees          | 2, 4–6    |
| Larbre Compétition     | Chevrolet Corvette C6.R | Chevrolet 5.5 L V8   | M     | 70 | Jean-Philippe Belloc   | Wszystkie |
| Larbre Compétition     | Chevrolet Corvette C6.R | Chevrolet 5.5 L V8   | M     | 70 | Christophe Bourret     | Wszystkie |
| Larbre Compétition     | Chevrolet Corvette C6.R | Chevrolet 5.5 L V8   | M     | 70 | Pascal Gibon           | 1, 3–8    |
| JWA-Avila              | Porsche 911 RSR         | Porsche 4.0 L Flat-6 | P M   | 55 | Joël Camathias         | Wszystkie |
| JWA-Avila              | Porsche 911 RSR         | Porsche 4.0 L Flat-6 | P M   | 55 | Markus Palttala        | 1–5       |
| JWA-Avila              | Porsche 911 RSR         | Porsche 4.0 L Flat-6 | P M   | 55 | Bill Binnie            | 1         |
| JWA-Avila              | Porsche 911 RSR         | Porsche 4.0 L Flat-6 | P M   | 55 | Paul Daniels           | 2–8       |
| JWA-Avila              | Porsche 911 RSR         | Porsche 4.0 L Flat-6 | P M   | 55 | Benny Simonsen         | 6         |
| JWA-Avila              | Porsche 911 RSR         | Porsche 4.0 L Flat-6 | P M   | 55 | Kenji Kobayashi        | 7         |
| JWA-Avila              | Porsche 911 RSR         | Porsche 4.0 L Flat-6 | P M   | 55 | Matt Bell              | 8         |
| Krohn Racing           | Ferrari 458 Italia GT2  | Ferrari F142 4.5L V8 | D M   | 57 | Niclas Jönsson         | Wszystkie |
| Krohn Racing           | Ferrari 458 Italia GT2  | Ferrari F142 4.5L V8 | D M   | 57 | Tracy Krohn            | Wszystkie |
| Krohn Racing           | Ferrari 458 Italia GT2  | Ferrari F142 4.5L V8 | D M   | 57 | Michele Rugolo         | Wszystkie |
| Luxury Racing          | Ferrari 458 Italia GT2  | Ferrari F142 4.5L V8 | M     | 58 | Pierre Ehret           | 1–3       |
| Luxury Racing          | Ferrari 458 Italia GT2  | Ferrari F142 4.5L V8 | M     | 58 | Dominik Farnbacher     | 1         |
| Luxury Racing          | Ferrari 458 Italia GT2  | Ferrari F142 4.5L V8 | M     | 58 | François Jakubowski    | 1         |
| Luxury Racing          | Ferrari 458 Italia GT2  | Ferrari F142 4.5L V8 | M     | 58 | Gunnar Jeannette       | 2–3       |
| Luxury Racing          | Ferrari 458 Italia GT2  | Ferrari F142 4.5L V8 | M     | 58 | Frankie Montecalvo     | 2–3       |
| AF Corse-Waltrip       | Ferrari 458 Italia GT2  | Ferrari F142 4.5L V8 | M     | 61 | Rui Águas              | 1-3, 6, 8 |
| AF Corse-Waltrip       | Ferrari 458 Italia GT2  | Ferrari F142 4.5L V8 | M     | 61 | Robert Kauffman        | 1-3, 6, 8 |
| AF Corse-Waltrip       | Ferrari 458 Italia GT2  | Ferrari F142 4.5L V8 | M     | 61 | Michael Waltrip        | 1         |
| AF Corse-Waltrip       | Ferrari 458 Italia GT2  | Ferrari F142 4.5L V8 | M     | 61 | Brian Vickers          | 2-3, 6    |
| AF Corse-Waltrip       | Ferrari 458 Italia GT2  | Ferrari F142 4.5L V8 | M     | 61 | Piergiuseppe Perazzini | 4         |
| AF Corse-Waltrip       | Ferrari 458 Italia GT2  | Ferrari F142 4.5L V8 | M     | 61 | Matt Griffin           | 4         |
| AF Corse-Waltrip       | Ferrari 458 Italia GT2  | Ferrari F142 4.5L V8 | M     | 61 | Marco Cioci            | 4, 8      |
| AF Corse-Waltrip       | Ferrari 458 Italia GT2  | Ferrari F142 4.5L V8 | M     | 61 | Francisco Longo        | 5         |
| AF Corse-Waltrip       | Ferrari 458 Italia GT2  | Ferrari F142 4.5L V8 | M     | 61 | Xandy Negrão           | 5         |
| AF Corse-Waltrip       | Ferrari 458 Italia GT2  | Ferrari F142 4.5L V8 | M     | 61 | Enrique Bernoldi       | 5         |
| AF Corse               | Ferrari 458 Italia GT2  | Ferrari F142 4.5L V8 | M     | 81 | Piergiuseppe Perazzini | 2–3       |
| AF Corse               | Ferrari 458 Italia GT2  | Ferrari F142 4.5L V8 | M     | 81 | Matt Griffin           | 2–3       |
| AF Corse               | Ferrari 458 Italia GT2  | Ferrari F142 4.5L V8 | M     | 81 | Marco Cioci            | 2         |
| AF Corse               | Ferrari 458 Italia GT2  | Ferrari F142 4.5L V8 | M     | 81 | Niki Cadei             | 3         |
| Team Felbermayr-Proton | Porsche 911 RSR         | Porsche 4.0 L Flat-6 | M     | 88 | Christian Ried         | Wszystkie |
| Team Felbermayr-Proton | Porsche 911 RSR         | Porsche 4.0 L Flat-6 | M     | 88 | Gianluca Roda          | Wszystkie |
| Team Felbermayr-Proton | Porsche 911 RSR         | Porsche 4.0 L Flat-6 | M     | 88 | Paolo Ruberti          | Wszystkie |
| Listy startowe         |                         |                      |       |    |                        |           |

## Wyniki
Podani zwycięzcy wyścigów są najwyżej uplasowanymi zespołami WEC w danym wyścigu.
| Runda | Tor         | Zwycięzcy LMP1                                  | Zwycięzcy LMP2                                     | Zwycięzcy LMGTE Pro                                | Zwycięzcy LMGTE Am                              | Wyniki             |
| ----- | ----------- | ----------------------------------------------- | -------------------------------------------------- | -------------------------------------------------- | ----------------------------------------------- | ------------------ |
| 1     | Sebring     | #2 Audi Sport Team Joest                        | #44 Starworks Motorsport                           | #71 AF Corse                                       | #88 Team Felbermayr-Proton                      | Wyniki szczegółowe |
| 1     | Sebring     | Allan McNish Tom Kristensen Rinaldo Capello     | Ryan Dalziel Enzo Potolicchio Stéphane Sarrazin    | Andrea Bertolini Marco Cioci Olivier Beretta       | Christian Ried Paolo Ruberti Gianluca Roda      | Wyniki szczegółowe |
| 2     | Spa         | #3 Audi Sport Team Joest                        | #25 ADR-Delta                                      | #77 Team Felbermayr-Proton                         | #88 Team Felbermayr-Proton                      | Wyniki szczegółowe |
| 2     | Spa         | Romain Dumas Loïc Duval Marc Gené               | John Martin Robbie Kerr Tor Graves                 | Marc Lieb Richard Lietz                            | Christian Ried Gianluca Roda Paolo Ruberti      | Wyniki szczegółowe |
| 3     | Le Mans     | #1 Audi Sport Team Joest                        | #44 Starworks Motorsport                           | #51 AF Corse                                       | #50 Larbre Compétition                          | Wyniki szczegółowe |
| 3     | Le Mans     | Marcel Fässler Benoît Tréluyer André Lotterer   | Ryan Dalziel Enzo Potolicchio Tom Kimber-Smith     | Gianmaria Bruni Giancarlo Fisichella Toni Vilander | Patrick Bornhauser Julien Canal Pedro Lamy      | Wyniki szczegółowe |
| 4     | Silverstone | #1 Audi Sport Team Joest                        | #25 ADR-Delta                                      | #51 AF Corse                                       | #61 AF Corse-Waltrip                            | Wyniki szczegółowe |
| 4     | Silverstone | Marcel Fässler Benoît Tréluyer André Lotterer   | Jan Charouz Tor Graves John Martin                 | Giancarlo Fisichella Gianmaria Bruni               | Piergiuseppe Perazzini Marco Cioci Matt Griffin | Wyniki szczegółowe |
| 5     | Interlagos  | #7 Toyota Racing                                | #44 Starworks Motorsport                           | #51 AF Corse                                       | #88 Team Felbermayr-Proton                      | Wyniki szczegółowe |
| 5     | Interlagos  | Alexander Wurz Nicolas Lapierre                 | Ryan Dalziel Enzo Potolicchio Stéphane Sarrazin    | Giancarlo Fisichella Gianmaria Bruni               | Christian Ried Gianluca Roda Paolo Ruberti      | Wyniki szczegółowe |
| 6     | Bahrain     | #1 Audi Sport Team Joest                        | #49 Pecom Racing                                   | #51 AF Corse                                       | #88 Team Felbermayr-Proton                      | Wyniki szczegółowe |
| 6     | Bahrain     | Marcel Fässler Benoît Tréluyer André Lotterer   | Luís Pérez Companc Nicolas Minassian Pierre Kaffer | Giancarlo Fisichella Toni Vilander                 | Christian Ried Gianluca Roda Paolo Ruberti      | Wyniki szczegółowe |
| 7     | Fuji        | #7 Toyota Racing                                | #25 ADR-Delta                                      | #77 Team Felbermayr-Proton                         | #50 Larbre Compétition                          | Wyniki szczegółowe |
| 7     | Fuji        | Alexander Wurz Nicolas Lapierre Kazuki Nakajima | Tor Graves John Martin Shinji Nakano               | Marc Lieb Richard Lietz                            | Patrick Bornhauser Julien Canal Pedro Lamy      | Wyniki szczegółowe |
| 8     | Shanghai    | #7 Toyota Racing                                | #25 ADR-Delta                                      | No.97 Aston Martin Racing                          | #50 Larbre Compétition                          | Wyniki szczegółowe |
| 8     | Shanghai    | Alexander Wurz Nicolas Lapierre                 | Tor Graves John Martin Mathias Beche               | Stefan Mücke Darren Turner                         | Patrick Bornhauser Julien Canal Pedro Lamy      | Wyniki szczegółowe |

## Klasyfikacje
| Wyścig    | 1  | 2  | 3  | 4  | 5  | 6  | 7  | 8 | 9 | 10 | P   | PP |
| --------- | -- | -- | -- | -- | -- | -- | -- | - | - | -- | --- | -- |
| Le Mans   | 50 | 36 | 30 | 24 | 20 | 16 | 12 | 8 | 4 | 2  | 1   | 1  |
| Pozostałe | 25 | 18 | 15 | 12 | 10 | 8  | 6  | 4 | 2 | 1  | 0.5 | 1  |

### Mistrzostwo świata kierowców
Tabela przedstawia kierowców, którzy zdobyli co najmniej 5 punktów.
| Poz. | Kierowca                                      | Zespół                 | SEB | SPA | LMS | SIL | SÃO | BHR | FUJ | SHA | Punkty |
| ---- | --------------------------------------------- | ---------------------- | --- | --- | --- | --- | --- | --- | --- | --- | ------ |
| 1    | André Lotterer Benoît Tréluyer Marcel Fässler | Audi Sport Team Joest  | 11  | 2   | 1   | 1   | 2   | 1   | 2   | 3   | 172,5  |
| 2    | Allan McNish Tom Kristensen                   | Audi Sport Team Joest  | 1   | 3   | 2   | 3   | 3   | 2   | 3   | 2   | 159    |
| 3    | Alexander Wurz Nicolas Lapierre               | Toyota Racing          | –   | –   | NU  | 2   | 1   | NU  | 1   | 1   | 96     |
| 4    | Nicolas Prost Neel Jani                       | Rebellion Racing       | 17  | 4   | 3   | 6   | 4   | 4   | 4   | NU  | 86,5   |
| 5    | Rinaldo Capello                               | Audi Sport Team Joest  | 1   | 3   | 2   | –   | –   | –   | –   | –   | 77     |
| 6    | Romain Dumas Loïc Duval                       | Audi Sport Team Joest  | 2   | 1   | 4   | –   | –   | –   | –   | –   | 67     |
| 7    | Nick Leventis Jonny Kane                      | Strakka Racing         | 8   | 6   | 22  | 5   | 5   | 3   | 6   | 6   | 64     |
| 8    | Harold Primat Andrea Belicchi                 | Rebellion Racing       | 19  | 5   | 9   | 4   | 6   | 5   | 7   | 4   | 62,5   |
| 9    | Enzo Potolicchio                              | Starworks Motorsport   | 3   | 29  | 6   | 9   | 7   | 8   | 9   | 8   | 53,5   |
| 10   | Peter Dumbreck David Brabham Karun Chandhok   | JRM                    | 12  | 9   | 5   | 7   | 9   | NU  | 5   | 5   | 50,5   |
| 11   | Marc Gené                                     | Audi Sport Team Joest  | –   | 1   | 4   | –   | –   | –   | –   | –   | 49     |
| 12   | Ryan Dalziel                                  | Starworks Motorsport   | 3   | 29  | 6   | 9   | 7   | –   | 9   | 8   | 48,5   |
| 13   | Kazuki Nakajima                               | Toyota Racing          | –   | –   | NU  | 2   | –   | –   | 1   | –   | 44     |
| 14   | Nick Heidfeld                                 | Rebellion Racing       | 17  | 4   | 3   | –   | –   | –   | –   | –   | 42,5   |
| 15   | Stéphane Sarrazin                             | Starworks Motorsport   | 3   | 29  | –   | 9   | 7   | 8   | 9   | 8   | 37,5   |
| 15   | Stéphane Sarrazin                             | Toyota Racing          | –   | –   | NU  | –   | –   | –   | –   | –   | 37,5   |
| 16   | Pierre Kaffer Luís Pérez Companc              | Pecom Racing           | 6   | 20  | 7   | 11  | 8   | 6   | 11  | 10  | 34,5   |
| 17   | Tor Graves John Martin                        | ADR-Delta              | 9   | 7   | 11  | 8   | 12  | 20  | 8   | 7   | 26     |
| 18   | Soheil Ayari                                  | Pecom Racing           | 6   | 20  | 7   | 11  | –   | –   | –   | –   | 21     |
| 19   | Tom Kimber-Smith                              | Starworks Motorsport   | –   | –   | 6   | –   | –   | 8   | –   | –   | 21     |
| 20   | Olivier Pla Jacques Nicolet                   | OAK Racing             | 4   | 13  | NU  | 13  | 10  | 11  | 10  | 9   | 18,5   |
| 21   | Timo Bernhard                                 | Audi Sport Team Joest  | 2   | –   | –   | –   | –   | –   | –   | –   | 18     |
| 22   | Lucas Di Grassi                               | Audi Sport Team Joest  | –   | –   | –   | –   | 3   | –   | –   | –   | 15     |
| 23   | Nicolas Minassian                             | Pescarolo Team         | –   | 11  | NS  | –   | –   | –   | –   | –   | 14     |
| 23   | Nicolas Minassian                             | Pecom Racing           | –   | –   | –   | –   | 8   | 6   | 11  | 10  | 14     |
| 24   | Congfu Cheng                                  | Rebellion Racing       | –   | –   | –   | –   | –   | –   | –   | 4   | 12     |
| 25   | Pierre Ragues Nelson Panciatici Roman Rusinow | Signatech-Nissan       | –   | 25  | 8   | 10  | 14  | 10  | WYK | 13  | 11,5   |
| 26   | Elton Julian Christian Zugel                  | Greaves Motorsport     | 7   | 12  | 10  | 17  | 11  | 12  | 14  | 15  | 11     |
| 27   | Ricardo González                              | Greaves Motorsport     | 7   | 12  | 10  | 17  | –   | 12  | 14  | 15  | 10,5   |
| 28   | Emmanuel Collard                              | Pescarolo Team         | 5   | –   | NU  | –   | –   | –   | –   | –   | 10     |
| 28   | Jean-Christophe Boullion                      | Pescarolo Team         | 5   | –   | NW  | –   | –   | –   | –   | –   | 10     |
| 28   | Julien Jousse                                 | Pescarolo Team         | 5   | –   | –   | –   | –   | –   | –   | –   | 10     |
| 29   | Robbie Kerr                                   | ADR-Delta              | 9   | 7   | –   | –   | –   | –   | –   | –   | 9      |
| 30   | Olivier Lombard Jordan Tresson                | Signatech-Nissan       | NU  | 28  | 14  | NU  | NU  | 7   | 15  | 11  | 8,5    |
| 31   | Franck Mailleux                               | Signatech-Nissan       | NU  | 28  | 14  | NU  | NU  | 7   | 15  | 11  | 8      |
| 32   | Jan Charouz                                   | ADR-Delta              | –   | –   | 11  | 8   | 12  | –   | –   | –   | 7,5    |
| 32   | Jan Charouz                                   | Lotus                  | –   | –   | –   | –   | –   | –   | –   | NU  | 7,5    |
| 33   | Darren Turner Stefan Mücke                    | Aston Martin Racing    | 18  | NU  | 17  | 19  | 17  | 14  | 19  | 16  | 7      |
| 34   | Matthieu Lahaye                               | OAK Racing             | 4   | 13  | NU  | 13  | 10  | 11  | 10  | 9   | 6,5    |
| 35   | Mathias Beche                                 | ADR-Delta              | –   | –   | –   | –   | –   | –   | –   | 7   | 6      |
| 36   | David Heinemeier Hansson                      | OAK Racing             | –   | 8   | 12  | 14  | –   | –   | –   | –   | 5,5    |
| 37   | Marc Lieb Richard Lietz                       | Team Felbermayr-Proton | 14  | 14  | NU  | 23  | 18  | 15  | 17  | 17  | 5,5    |
| 38   | Paolo Ruberti Gianluca Roda Christian Ried    | Team Felbermayr-Proton | 15  | 19  | NU  | 21  | 20  | 17  | 23  | 20  | 5,5    |
| 39   | Bas Leinders                                  | OAK Racing             | –   | 8   | 12  | –   | –   | –   | –   | –   | 5      |
| 40   | Jean-Philippe Belloc                          | Larbre Compétition     | 16  | NU  | 21  | 25  | 21  | 22  | 24  | 23  | 5      |
| 40   | Pascal Gibon                                  | Larbre Compétition     | 16  | –   | 21  | 25  | 21  | 22  | 24  | 23  | 5      |
| Poz. | Kierowca                                      | Zespół                 | SEB | SPA | LMS | SIL | SÃO | BHR | FUJ | SHA | Punkty |

| Legenda     | Legenda                   |
| Oznaczenie  | Wyjaśnienie               |
| ----------- | ------------------------- |
| Złoty       | Zwycięstwo                |
| Srebrny     | 2. miejsce                |
| Brązowy     | 3. miejsce                |
| Zielony     | Miejsce punktowane        |
| Niebieski   | Niesklasyfikowany (NS)    |
| Różowy      | Nie ukończył (NU)         |
| Czarny      | Zdyskwalifikowany (DK)    |
| Czarny      | Wykluczony (WYK)          |
| Biały       | Nie wystartował (NW)      |
| Biały       | Wyścig odwołany (OD)      |
| Bez koloru  | Wycofany (WYC)            |
| Bez koloru  | Nie został zgłoszony (–)  |
| Pogrubienie | Pole position w kategorii |

### Mistrzostwo świata producentów
O ten tytuł rywalizowali producenci LMP1, którzy zadeklarowali start w całym sezonie. Punkty dla producenta zdobywała najwyżej sklasyfikowana załoga. W walce o mistrzostwo brane pod uwagę były wyniki z sześciu wyścigów – Le Mans i pięć najlepszych wyników producenta.
| Poz. | Producent | SEB | SPA | LMS | SIL | SÃO | BHR | FUJ | SHA | Punkty    |
| ---- | --------- | --- | --- | --- | --- | --- | --- | --- | --- | --------- |
| 1    | Audi      | 1   | 1   | 1   | 1   | 2   | 1   | 2   | 2   | 173 (209) |
| 2    | Toyota    | –   | –   | NU  | 2   | 1   | NU  | 1   | 1   | 96        |

### Puchar świata producentów
O puchar świata producentów rywalizowali producenci samochodów w kategoriach LMGTE. W ramach tej klasyfikacji wyniki LMGTE Pro i LMGTE Am były łączone i na ich podstawie dwie najwyżej sklasyfikowane załogi producenta punktowały na jego konto. 
| Poz. | Producent | SEB | SPA | LMS | SIL | SÃO | BHR | FUJ | SHA | Punkty |
| ---- | --------- | --- | --- | --- | --- | --- | --- | --- | --- | ------ |
| 1    | Ferrari   | 1   | 2   | 1   | 1   | 1   | 1   | 2   | 2   | 338    |
| 1    | Ferrari   | 6   | 3   | 2   | 2   | 3   | 3   | 3   | 5   | 338    |
| 2    | Porsche   | 2   | 1   | 8   | 3   | 2   | 2   | 1   | 1   | 233    |
| 2    | Porsche   | 3   | 5   | NU  | 5   | 4   | 4   | 6   | 4   | 233    |
| 3    | Chevrolet | 4   | 6   | 3   | 6   | 5   | 7   | 4   | 3   | 143    |
| 3    | Chevrolet | 5   | NU  | 6   | WYK | WYK | 8   | 7   | 7   | 143    |

### Trofeum endurance dla prywatnych zespołów LMP1
O to trofeum walczyły zespoły LMP1 zgłoszone na pełny sezon, które nie miały statusu producenta. Na konto zespołu punktowała najwyżej sklasyfikowana załoga.
| Poz. | Zespół           | SEB | SPA | LMS | SIL | SÃO | BHR | FUJ | SHA | Punkty |
| ---- | ---------------- | --- | --- | --- | --- | --- | --- | --- | --- | ------ |
| 1    | Rebellion Racing | 4   | 1   | 1   | 1   | 1   | 2   | 1   | 1   | 205    |
| 2    | Strakka Racing   | 2   | 3   | 4   | 2   | 2   | 1   | 3   | 3   | 148    |
| 3    | JRM              | 3   | 4   | 2   | 4   | 4   | NU  | 2   | 2   | 123    |
| 4    | OAK Racing       | 6   | NU  | NU  | –   | –   | –   | 5   | 4   | 30     |
| 5    | Pescarolo Team   | 1   | –   | NU  | –   | –   | –   | –   | –   | 25     |

### Trofeum endurance dla zespołów LMP2
| Poz. | Zespół                  | SEB | SPA | LMS | SIL | SÃO | BHR | FUJ | SHA | Punkty |
| ---- | ----------------------- | --- | --- | --- | --- | --- | --- | --- | --- | ------ |
| 1    | Starworks Motorsport    | 1   | 8   | 1   | 2   | 1   | 3   | 2   | 2   | 177    |
| 2    | ADR-Delta               | 5   | 1   | 4   | 1   | 5   | 6   | 1   | 1   | 154    |
| 3    | PeCom Racing            | 3   | 6   | 2   | 3   | 2   | 1   | 4   | 4   | 141    |
| 4    | OAK Racing              | 2   | 4   | NU  | 4   | 3   | 4   | 3   | 3   | 100    |
| 5    | Greaves Motorsport      | 4   | 3   | 3   | 7   | 4   | 5   | 6   | 7   | 99     |
| 6    | Signatech-Nissan        | NU  | 7   | 5   | NU  | NU  | 2   | 7   | 5   | 60     |
| 7    | Gulf Racing Middle East | 7   | 2   | NU  | 5   | 7   | NU  | 5   | NU  | 44     |
| 8    | Lotus                   | 6   | NU  | NU  | 6   | 6   | NU  | NU  | 6   | 32     |

### Trofeum endurance dla zespołów LMGTE Pro
| Poz. | Zespół                 | SEB | SPA | LMS | SIL | SÃO | BHR | FUJ | SHA | Punkty |
| ---- | ---------------------- | --- | --- | --- | --- | --- | --- | --- | --- | ------ |
| 1    | AF Corse               | 1   | 2   | 1   | 1   | 1   | 1   | 2   | 3   | 201    |
| 2    | Aston Martin Racing    | 3   | NU  | 3   | 2   | 2   | 2   | 3   | 1   | 142    |
| 3    | Team Felbermayr-Proton | 2   | 1   | NU  | 3   | 3   | 3   | 1   | 2   | 133    |
| 4    | Luxury Racing          | NU  | 3   | 2   | –   | –   | –   | –   | –   | 53     |

### Trofeum endurance dla zespołów LMGTE Am
| Poz. | Zespół                 | SEB | SPA | LMS | SIL | SÃO | BHR | FUJ | SHA | Punkty |
| ---- | ---------------------- | --- | --- | --- | --- | --- | --- | --- | --- | ------ |
| 1    | Larbre Compétition     | 2   | 2   | 1   | 4   | 2   | 4   | 1   | 1   | 179    |
| 2    | Team Felbermayr-Proton | 1   | 1   | NU  | 2   | 1   | 1   | 3   | 2   | 153    |
| 3    | Krohn Racing           | 5   | 5   | 2   | 3   | NU  | 3   | 2   | 3   | 119    |
| 4    | AF Corse-Waltrip       | 4   | NW  | 4   | 1   | 3   | 2   | –   | 4   | 108    |
| 5    | JWA-Avila              | 6   | 4   | 5   | 5   | 4   | 6   | 5   | 6   | 88     |
| 6    | Luxury Racing          | NW  | 3   | NU  | –   | –   | –   | –   | –   | 18     |